# Anatolij Nesteruk
Anatolij Nesteruk (ukr. Анатолій Макарович Нестерук) (ur. 16 listopada 1955 w rejonie białogórskim) – ukraiński samorządowiec, od 2008 prezydent Kamieńca Podolskiego.
Ukończył studia w Instytucie Technologicznym w Chmielnickim (ze specjalnością inżynier-mechanik). Od 1976 pracował jako elektryk w Kamieńcu Podolskim, a po opuszczeniu Armii w 1978 jako inżynier oraz dyrektor oddziału zakładu budowlanego w Kamieńcu. W 1987 rozpoczął działalność jako instruktor wydziału przemysłowo-transportowego Komitetu Miejskiego KPZR w Kamieńcu Podolskim. W czerwcu 1990 wybrany wiceprzewodniczącym Miejskiego Komitetu Wykonawczego w Kamieńcu. Od 1997 pełnił obowiązki pierwszego wiceprezydenta miasta. Rok później ubiegał się o stanowisko głowy miasta, jednak w głosowaniu przegrał z Ołeksandrem Mazurczakiem. Po odejściu z samorządu szefował miejskiej filii spółki „Chmelnyćkhaz” (Gaz Chmielnicki). Od marca 2005 był wicedyrektorem państwowej administracji obwodowej w Chmielnickim. Posłował do Rady Obwodowej IV i V kadencji w Chmielnickim. W sierpniu 2006 powrócił do pracy w samorządzie zostając ponownie wiceprezydentem Kamieńca. 1 czerwca 2008 wygrał przedterminowe wybory prezydenckie.
Jest członkiem partii „Batkiwszczyna”. Ma żonę Zoję Iwaniwną, syna Jurija i córkę Ołenę.